# Accoltellamento di Bondi Junction del 2024
L'accoltellamento di Bondi Junction del 2024 è un episodio di accoltellamento di massa avvenuto il 13 aprile 2024 presso il centro commerciale Westfield Bondi Junction, nel sobborgo di Bondi Junction a Sydney, in Australia, che ha causato la morte di sette persone, tra cui l'aggressore. L'aggressore è stato in seguito ucciso da una poliziotta che ha affrontato l'uomo da sola.

## Attacco
L'aggressore è stato avvistato per la prima volta all'interno del Westfield Bondi Junction verso le 15:00 AEST. Si dice che abbia lasciato il centro prima di tornare 20 minuti dopo con un coltello. Agenti di polizia del New South Wales Police Force sono stati chiamati poco prima delle 16:00 AEST del 13 aprile 2024, dopo aver ricevuto delle segnalazioni di persone accoltellate. Un presunto aggressore di sesso maschile, descritto come armato di un grosso coltello e indossante pantaloncini e una maglia sportiva, è stato ucciso da un solo agente di polizia.

## Reazioni
Alle 18:15 AEST, una conferenza stampa della polizia del New South Wales ha confermato inizialmente che cinque vittime erano state uccise insieme all'aggressore, mentre altre rimanevano gravemente ferite. Almeno otto persone sono state ricoverate in ospedale, tra cui una bambina di nove mesi e sua madre, quest'ultima è poi deceduta in ospedale, portando il bilancio delle vittime a sette. Indagini preliminari hanno suggerito che l'individuo ha agito da solo e che non vi era più alcuna minaccia in corso. L'attaccante non era noto alla polizia e il movente rimane sconosciuto. Il primo ministro australiano Anthony Albanese ha dichiarato di essere stato informato sull'attacco e ha espresso le sue condoglianze alle vittime dell'attacco e ai soccorritori.